# Villa Schröder (Bremen)

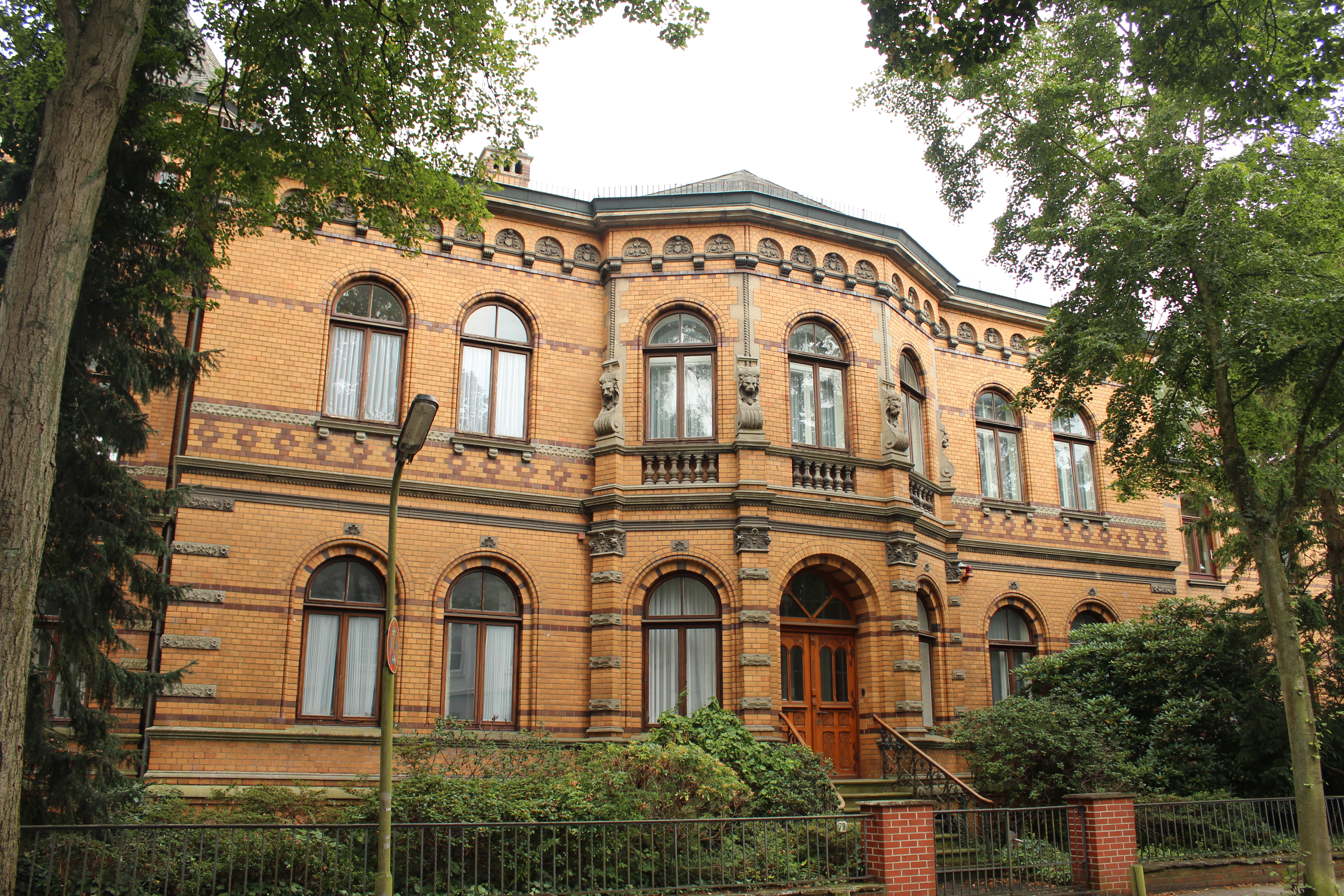
Straßenseite der Villa Schröder

Die Villa Schröder ist ein großbürgerliches Wohnhaus in Bremen, Stadtteil Vegesack, Ortsteil Vegesack, Weserstraße 78A/79, auf dem hohen Weserufer. Die Villa wurde 1887 nach Plänen von Ludwig Klingenberg und Hugo Weber erbaut und steht seit 1996 unter Denkmalschutz.

## Geschichte
Der zweigeschossige, siebenachsige, verklinkerte, sehr differenzierte Bau mit Walmdach, kräftig ausgebildeten Gesimsen über dem Mezzanin, einem dreigeschossigen, seitlichen Türmchen mit einem achteckigen Helm, dem gartenseitigen Mittelrisalit mit Giebel und dem Sockel- bzw. Souterraingeschoss wurde 1887 in der Epoche des Historismus im Stil der Neorenaissance für den Unternehmer und Fabrikanten Johann Friedrich Schröder (1831–1888) gebaut. Anna Mathilde Danziger geb. Schröder (1833–1913), die  seit 1888 in der neu gebauten Villa Danziger (Weserstraße 80/81, heute Neubau Belle-Vue) wohnte, war seine Schwester. Gemeinsam mit seinem Schwager Hermann Danziger führte er das Unternehmen Schröder & Co. (Schiffsausrüstung und Geneverfabrik) in Vegesack. Die Villa Danziger und die Villa Bischoff (Weserstraße 84) wurden von den gleichen Architekten entworfen.

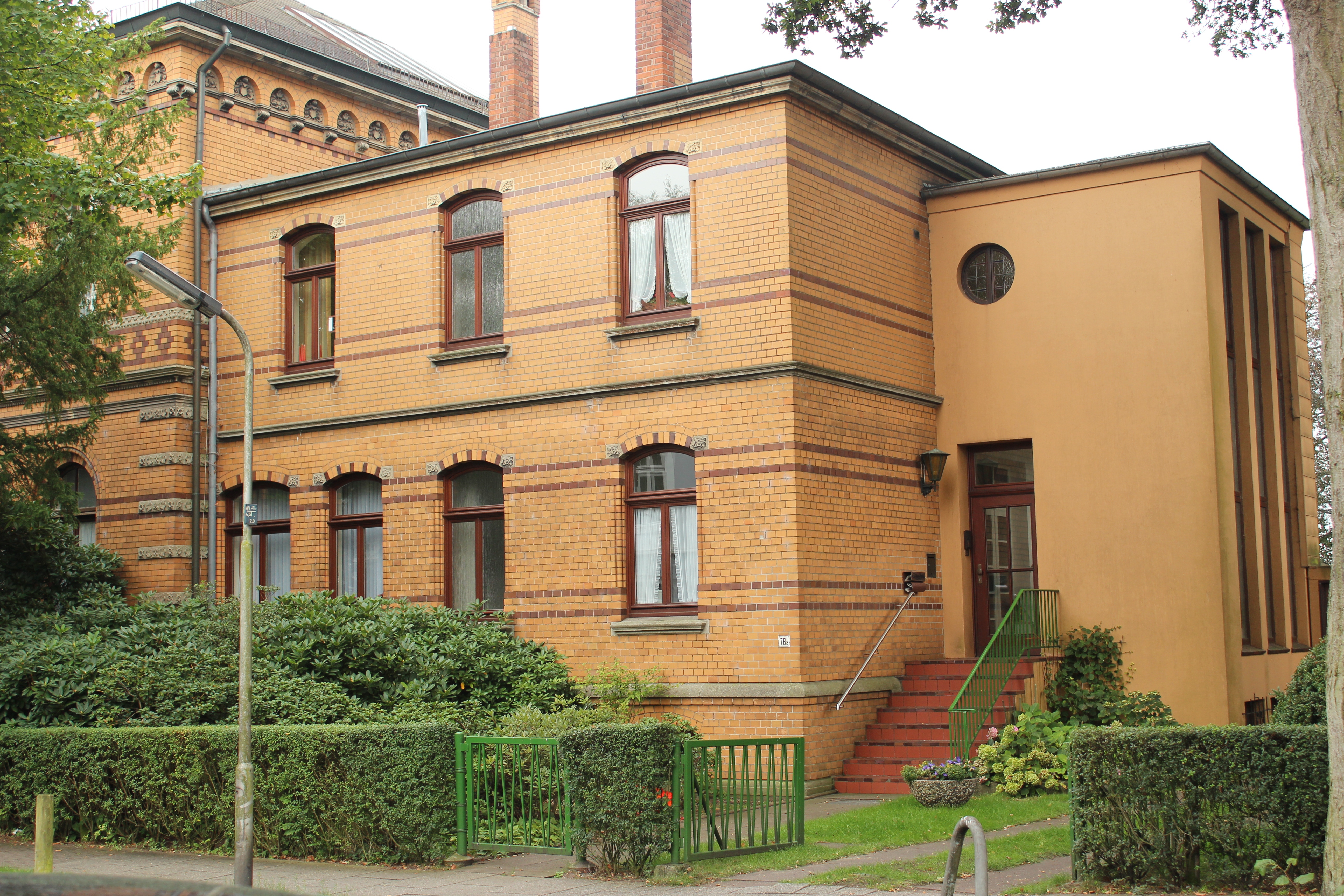
Westteil der Villa Schröder („Anbau“ Weserstraße 78A; Abriss geplant)

1911 erfolgte die Aufstockung des bis dahin eingeschossigen Anbaus. Von 1950 bis 1953 wurde das Haus umgebaut und saniert nach Plänen von Dieter Hoffmann und Gert Kannengießer. Ein Treppenhaus mit Aufzug im Anbau führten nun zu einer separaten Wohnung. Eine Garage wurde im Souterrain angebaut und die Gartenfront veränderte sich durch Vergrößerung der Fenster und weitere Anbauten. Bauherr war Gert Lürssen († 1991), der Eigentümer der Lürssen-Werft.
Die Villa sollte ab 2021 von dem Unternehmen M-Projekt Bremen in Eigentumswohnungen umgebaut werden. Dabei soll der ebenfalls unter Denkmalschutz stehende westliche Bauteil (Weserstraße 78A, als „Anbau“ bezeichnet) abgerissen und durch einen Neubau mit Appartements ersetzt werden. Die Umsetzung des Projekts liegt bei dem Architekten Philipp Romeiser. Eine Baugenehmigung für das Projekt liegt nicht vor und wird kontrovers diskutiert.